# 전진학
전진학(1969년 ~ )은 KBS 예능본부의 프로듀서이다.

## 경력
- KBS 예능본부 PD
- KBS TV제작본부 예능운영팀장 (부장급)
- KBS 예능본부 편성기획팀장 (과장급)
- KBS 미디어 사장